# Голді Міхельсон
Голді Міхельсон (англ. Goldie Michelson, уродж. Кораш; 8 серпня 1902 року, Єлисаветград — 8 липня 2016 року, Вустер) — американська довгожителька, вік якої підтверджено Групою геронтологічних досліджень (GRG). З 12 травня 2016 року й до своєї смерті була найстарішою жителькою США. Померла у віці 113 років, 335 днів, за місяць до свого 114-річчя.

## Біографія
Голді Міхельсон народилася 8 серпня 1902 року в Єлисаветграді. Її батьком був студент-медик Макс Кораш. Коли Голді було 2 роки, її сім'я переїхала до США. Вони жили у Вустері, де її батько відкрив галантерейний бізнес.
Вона поступила в класичну середню школу, а потім в 1924 році вступила в жіночий коледж Браунського університету, де стала вивчати соціологію. Незабаром після закінчення навчання Голді познайомилася з Девідом Міхельсоном, за якого згодом вийшла заміж. У 1931 році у них народилася дочка Рене, яка виховувалася у батьків Голді. У 1936 році Міхельсон отримала ступінь магістра соціології в Університеті Кларка. Голді часто подорожувала з чоловіком, поки він не помер в 1974 році.

### Довголіття
Вік Голді Міхельсон був підтверджений групою геронтологічних досліджень 25 липня 2015 року. У травні 2016, після смерті Сюзанни Мушатт Джонс, Міхельсон стала найстарішим жителем США. Однак вона так і не стала найстарішим громадянином цієї країни, бо була жива Марі-Жозефін Ґодетт, яка проживала в Італії, але зберегла американське громадянство і навіть голосувала на президентських виборах США в 2008 році. В останні дні життя Міхельсон практично не виходила на вулицю.
Голді Міхельсон померла 8 липня 2016 роки, за місяць до 114-річчя у віці 113 років 335 днів. На момент смерті вона була найстарішою жителькою США і найстарішою верифікованою людиною, що народилася в Україні коли-небудь.